# 散文詩
散文詩 (さんぶんし、仏：Poème en prose, 英：Prose poetry) は、文学上のジャンルの一つである。フランス近代詩人アロイジウス・ベルトランが『夜のガスパール』にて創出、後にボードレールが『小散文詩』（『パリの憂愁』）で完成させたとされる。日本では萩原朔太郎が初期の重要な散文詩人として知られる。

## ジャンルとしての意味
「詩」は通常、規則的な、詩法に基づいた韻律のある文学ジャンルであるため、定型を持たない文章を意味する「散文」と組み合わされた「散文詩」という言葉は、本質的に語義矛盾の関係にあるが、そこにこそ散文詩の特質がある。例えばフランス語で散文詩はPoème en proseと表記されるため、「散文で書かれた詩」と理解されうる。つまり、これは「詩」であるから、一般的に認知されているような「詩的な散文」とは、本来的に厳密に区別されるべきものである。
しかしその境界は非常にあいまいで、何をもって「散文詩」というかは不明瞭であり、厳密な定義は難しい。特徴として比較的短い散文で、詩に見られる論理の飛躍・詩的なレトリックを用いたものなどを散文詩とみなすことが多い。だが、例えば梶井基次郎や川端康成の「掌編小説」を散文詩と呼ぶべきかどうか、という問題もある。極めて短い小説と散文詩の区別はほとんど不可能と言える。逆にこの問いは「小説とは何か」という問いにも関わってくるだろう。
散文詩は常に散文と詩の境界にある。韻文であればそれがすぐに優れた「詩」であるか、という問いと共に、なぜ散文が詩となりうるのか（詩が散文となりうるのか）、あるいは詩と散文のアイデンティティー、それらの境界線を考える上で、非常に重要なジャンルと言える。特権的なジャンルとして成立した経緯を持つフランスにおける重要な詩人は、ボードレール、マラルメ、ランボーら、そしてロートレアモンから出発してシュルレアリストたちの系譜へと連なっていくのである。

## 主な散文詩人
- イギリス
オスカー・ワイルド

- ドイツ
リルケ、シュテファン・ゲオルゲ

- ロシア
ツルゲーネフ

- 日本
粕谷栄市